# Epipleoneura solitaria
Epipleoneura solitaria là loài chuồn chuồn trong họ Protoneuridae. Loài này được De Marmels mô tả khoa học đầu tiên năm 1989.